# Aceúchi
El aceúchi o aceucheñu es un dialecto del extremeño hablado en Acehúche, en el noroeste de la provincia de Cáceres, comunidad autónoma de Extremadura (España).
Algunos lingüistas[¿cuál?] opinan que esta lengua tiene personalidad propia definida para otorgarle el rango de dialecto, ya que posee un sistema fonético y sintáctico propios.

## Clasificación
Indoeuropeo

 > Itálico

  > GrupoRomance

   > Latino-falisco

    > Romance

     > Romance occidental

      > Grupo Galo-Ibérico

       > Grupo Ibero-Romance

        > Grupo Ibero-Occidental

         > Subgrupo Astur-Leonés

          > Extremeño

## Hablantes
820 (habitantes de Acehúche según el censo de 2016). Se presupone que una gran parte de esta población estática habla la modalidad aceucheña, así como un millar de población móvil (principalmente veraniega) o residente fuera de Acehúche.